# Leandro Tatu
Leandro Ângelo Martins, meglio noto come Leandro Tatu (Vitória, 26 aprile 1982), è un ex calciatore brasiliano, di ruolo attaccante.

## Palmarès

### Club

#### Competizioni statali
- Campionato Gaúcho: 1

Internacional: 2004